# Ожан
Ожан (фр. Ogens) — громада  в Швейцарії в кантоні Во, округ Гро-де-Во.

## Географія
Громада розташована на відстані близько 65 км на південний захід від Берна, 21 км на північ від Лозанни.
Ожан має площу 3,4 км², з яких на 8% дозволяється будівництво (житлове та будівництво доріг), 61,5% використовуються в сільськогосподарських цілях, 30,5% зайнято лісами, 0% не є продуктивними (річки, льодовики або гори).

## Демографія
2019 року в громаді мешкало 295 осіб (+11,3% порівняно з 2010 роком), іноземців було 12,5%. Густота населення становила 87 осіб/км².
За віковим діапазоном населення розподілялося таким чином: 29,2% — особи молодші 20 років, 57,3% — особи у віці 20—64 років, 13,6% — особи у віці 65 років та старші. Було 116 помешкань (у середньому 2,5 особи в помешканні).
Із загальної кількості 66 працюючих 19 було зайнятих в первинному секторі, 33 — в обробній промисловості, 14 — в галузі послуг.